# Suzuki Power-up Exhaust System
Suzuki Power-up Exhaust System (kortweg SPES) is een uitlaatsysteem van Suzuki-motorfietsen waarbij cilinders paarsgewijs via buisjes aan elkaar gekoppeld zijn. De over- en onderdruk in het uitlaatspruitstuk zorgen voor een vloeiende verwerking van de gassen. (Toegepast vanaf de Suzuki GSX 750 F uit 1989).